# Laločníkovití (ptáci)
Laločníkovití (Callaeidae, někdy Callaeatidae) je malá čeleď zpěvných ptáků endemitních k Novému Zélandu. Dělí se na tři rody: Callaeas, který je tvořen druhy Callaeas cinereus a Callaeas wilsoni; Philesturnus, který zahrnuje druhy Philesturnus rufusater a Philesturnus carunculatus (laločník sedlatý); Heteralocha s jediným vyhynulým druhem Heteralocha acutirostris, česky laločník ostrozobý. 

## Systematika
Nejbližší žijící příbuzný této čeledi je novozélandský pěvec medosavka hvízdavá (Notiomystis cincta), vztahy s ostatními druhy ptáků jsou stále neznámé. Rovněž molekulární analýza zkoumající vztahy mezi jednotlivými rody se ukázala být neprůkaznou, výsledky označily za bazální rod Callaeas nebo Heteralocha. Laločníkovití pravděpodobně představují reliktní čeleď z dob rané kolonizace Nového Zélandu zpěvnými ptáky.

## Charakteristika
Laločníkovití obývají husté lesy, živí se hmyzem, jsou monogamní a drží si trvale jedno území. Jsou to pozemní ptáci s délkou těla asi 26 až 38 cm. Vyznačují se silnými končetinami a neopeřenými lícními laloky, které se rozprostírají za zobákem. Křídla jsou slabá, následkem toho jsou jejich nositelé špatnými letci. Největším druhem čeledi byl laločník ostrozobý s délkou těla až 48 cm (u samic). U tohoto druhu se také objevoval výrazný pohlavní dimorfismus, kdy samice měla dlouhý tenký zobák, kdežto samec měl zobák krátký a tlustý.
Laločník ostrozobý je považován za vyhubeného následkem ztráty přirozeného prostředí, nadměrného lovu a šíření nepůvodních predátorů, na úbytek druhu mohla mít částečně vliv také nějaká nemoc dovlečená na ostrov společně s majnou obecnou. Poslední potvrzené pozorování druhu pochází z prosince roku 1907. Laločník Callaeas cinereus je hodnocen jako kriticky ohrožený, pravděpodobně vyhynulý, poslední potvrzená zpráva o druhu připadá na rok 1967. I přes řadu neověřených zpráv nebyly předloženy žádné přímé důkazy potvrzující existenci ptáka.

## Přehled rodů a druhů
- čeleď laločníkovití (Callaeidae) Sundevall, 1836
  - rod Heteralocha
    - † H. acutirostris (Gould, 1837) – laločník ostrozobý

  - rod Callaeas
    - Callaeas cinereus (Gmelin, 1788)
    - Callaeas wilsoni (Bonaparte, 1850)

  - rod Philesturnus
    - Philesturnus rufusater (Lesson, 1828)
    - Philesturnus carunculatus (Gmelin, 1789) – laločník sedlatý